# Degenbachsee
Der Degenbachsee, auch Degenbachstausee oder Stausee Degenbach genannt, ist ein Hochwasserrückhaltebecken und Badesee im Lauf des Jagst-Zuflusses Degenbach nahe beim Dorf Jagstheim der Stadt Crailsheim im baden-württembergischen Landkreis Schwäbisch Hall.

## Lage und Beschreibung
Der Degenbachsee liegt im unteren Tal des Degenbachs in der Stadtteilgemarkung von Jagstheim, naturräumlich gesehen im Unterraum Crailsheimer Hardt der Frankenhöhe, auf einer Höhe von etwa 417 m ü. NHN in Schichthöhe des Gipskeupers (Grabfeld-Formation). Die begleitenden Höhen ragen rechtsseits des Tales bis zum unmittelbar über diesem liegenden Schilfsandstein (Stuttgart-Formation), linksseits am Pfannenberg (496,6 m ü. NHN) sogar noch weiter über die Unteren Bunten Mergel (Steigerwald-Formation) bis in den Kieselsandstein (Hassberge-Formation). Um den See liegen in etwas über einem Kilometer Entfernung der Jagstheimer rechtsjagstische Wohnplatz Burgberg im Westen, in weniger als einem Kilometer der Weiler Alexandersreut im Nordosten und in einem halben der Jagstheimer Weiler Eichelberg im Südwesten. Am rechten Ufer des oberen Seeteils liegen Feuchtwiesen. Der See liegt im Landschaftsschutzgebiet Jagsttal mit angrenzenden Gebieten zwischen der Kreisgrenze gegen den Ostalbkreis und der Brücke der Bundesstraße 290 über die Jagst bei der Wiesmühle.
Der See ist hinter einem 9,9 m hohen, ab 1959 errichteten Erddamm angestaut, der gewöhnlich 110.000 m³ zurückhält, bei Hochwasseranfall bis zu weiteren 330.000 m³, die dann gesteuert abgelassen werden. Er wurde zum Hochwasserschutz an der Jagst angelegt, dient aber auch der Niedrigwassererhöhung im Fluss und wird gerne von Erholungssuchenden aufgesucht. Der Dauersee ist etwa 2⁄3 km lang und etwa 150 m breit, hat eine sichelförmige, nach Südosten ausgebogene Gestalt und wird im oberen Teil fast durch einen von West nach Ost laufenden Damm geteilt, über dessen Mittenlücke eine Brücke geschlagen ist.
Am rechten Ufer liegt der Badezugang und eine kurzer Ponton erstreckt sich in die Seefläche. Weiter oben an diesem Hang gibt es eine Liegewiese, Bänke, Baumgruppen, weitere Freizeiteinrichtungen, ein zeitweise geöffnetes Kiosk und Toiletten. Fast bis ans linke Ufer herab zieht sich der Hangwald des Pfannenbergs, auf dessen Höhe die spärlichen Reste der Burgruine Pfannenburg liegen. Ein etwa anderthalb Kilometer langer Naturerlebnispfad umrundet den See.
Da der See die einzige Naturbademöglichkeit für die Crailsheimer ist, ist an heißen Tagen im Sommer der zugehörige Parkplatz gewöhnlich überfüllt und es wird wild auch am Rande des Anfahrtsweges geparkt.

### LUBW
Amtliche Online-Gewässerkarte mit passendem Ausschnitt und den hier benutzten Layern: Degenbachsee und Umgebung

Allgemeiner Einstieg ohne Voreinstellungen und Layer: Daten- und Kartendienst der Landesanstalt für Umwelt Baden-Württemberg (LUBW) (Hinweise)
1. ↑  Höhe nach dem Höhenlinienbild auf dem Hintergrundlayer Topographische Karte.
2. ↑  Seefläche nach dem Layer Stehende Gewässer.
3. 1 2  Dimensionen abgemessen auf dem Hintergrundlayer Topographische Karte.
4. ↑  Einzugsgebiet nach dem Layer Basiseinzugsgebiet (AWGN) für ein nur wenig größeres Einzugsgebiet, dessen überständige Anteile auf dem Hintergrundlayer Topographische Karte abgemessen und abgezogen wurden.
5. ↑  Höhe nach grauer Beschriftung auf dem Hintergrundlayer Topographische Karte.
6. ↑  Schutzgebiete nach den einschlägigen Layern, Natur teilweise nach dem Layer Biotop.
7. ↑  Daten des Hochwasserrückhaltebeckens nach dem Layer Stauanlage.

### Andere Belege
1. ↑  Wolf-Dieter Sick: Geographische Landesaufnahme: Die naturräumlichen Einheiten auf Blatt 162 Rothenburg o. d. Tauber. Bundesanstalt für Landeskunde, Bad Godesberg 1962. → Online-Karte (PDF; 4,7 MB)
2. ↑  Geologie nach den Layern zu Geologische Karte 1:50.000 auf: Mapserver des Landesamtes für Geologie, Rohstoffe und Bergbau (LGRB) (Hinweise)